# R. A. B. Mynors
Sr Roger Aubrey Baskerville Mynors FBA (Wiltshire, 28 de julho de 1903 – Herefordshire, 17 de outubro de 1989) foi um classicista e medievalista inglês, que ocupou as mais altas posições acadêmicas de latim nas universidades de Oxford e Cambridge. Como crítico textual, destacou-se pelo seu conhecimento profundo dos manuscritos antigos e sua importância para a recuperação dos textos clássicos.

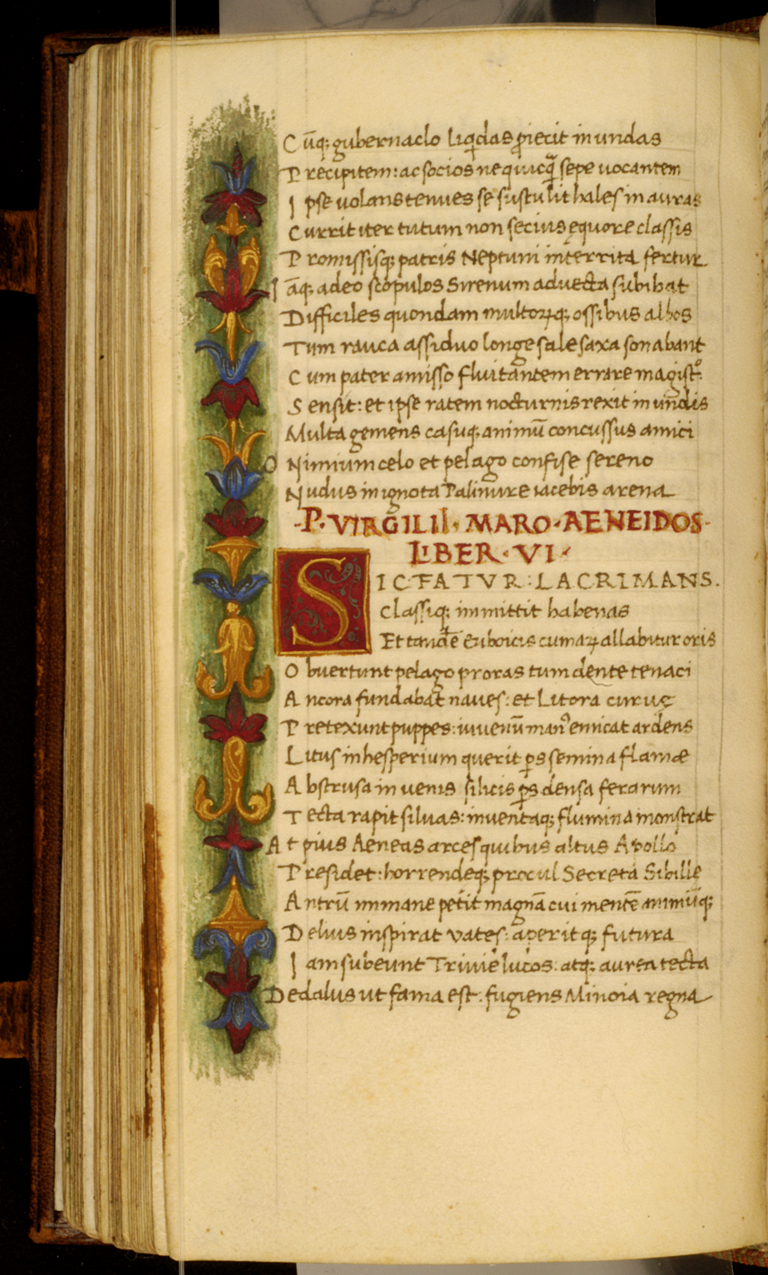
Mynors foi o responsável pela edição de referência da Eneida, o épico latino de Vergílio. Este manuscrito do século XV, preservado na Biblioteca Nacional da França, exibe o começo do sexto livro do poema, que narra a descida de Eneias ao mundo dos mortos.

Mynors realizou seus estudos no Eton College e no Balliol College, Oxford, onde se tornou Fellow nos primeiros anos de sua trajetória profissional. Foi professor Kennedy de latim na Universidade de Cambridge entre 1944 e 1953, e professor Corpus Christi de latim na Universidade de Oxford entre 1953 e 1970, ano em que se aposentou. Em 1989, aos 86 anos, perdeu a vida em um trágico acidente automobilístico, quando se dirigia à sua residência rural, o Castelo de Treago [en], em Herefordshire.
Mynors gozava da reputação de ser um dos maiores classicistas britânicos. Era um especialista em paleografia e foi responsável por elucidar uma série de relações complexas entre manuscritos em seus catálogos das bibliotecas do Balliol College e da Catedral de Durham. Suas publicações sobre temas clássicos abrangem edições críticas de obras de Vergílio, Catulo, Plínio, o Jovem, Beda e Cassiodoro. Também integrou o conselho editorial da edição completa das obras de Erasmo. A última obra de sua carreira acadêmica, um comentário abrangente sobre as Geórgicas de Vergílio, foi publicada após sua morte. Por seus méritos acadêmicos, recebeu diversos títulos e honrarias de várias instituições, sendo nomeado Cavaleiro Solteiro em 1963.